# Ordine della Casata Reale di Tonga
L'Ordine della Casata Reale di Tonga è un ordine cavalleresco del regno di Tonga.

## Storia
L'Ordine è stato fondato da re George Tupou V nel 2009 al posto del precedente Ordine del re George Tupou I per celebrare meglio l'ascesa della sua casata al trono tongano. L'onorificenza viene concessa con i medesimi intenti della precedente: ai membri della famiglia reale di Tonga ed a quanti si siano distinti in servizio personale a favore del sovrano.
L'Ordine ha prerogativa reale e come tale viene concesso autonomamente dal sovrano, senza consultare il parere di altri organi decisionali.

## Classi
L'Ordine dispone delle seguenti classi di benemerenza:
- Cavaliere di Gran Croce
- Grand'Ufficiale
- Commendatore
- Ufficiale
- Membro
- Medaglia d'Oro
- Medaglia d'Argento
- Medaglia di Bronzo

## Insegne
- La croce consiste in una croce maltese smaltata di giallo bordata di bianco, avente al proprio interno un medaglione smaltato di bianco e decorato con lo stemma del regno di Tonga. Attorno si trova un anello a smalto rosso con inciso in oro il motto della casata reale tongana "KO E OTUA MO TONGA KO HOKU TOFI'A" ("Dio e Tonga sono il mio patrimonio"). La medaglia è sostenuta al nastro tramite una corona reale di Tonga in argento e smalti.
- La placca da Cavaliere Commendatore dell'Ordine consiste in una stella raggiante d'argento a sette punte avente al proprio interno un medaglione a sfondo bianco decorato a smalti con lo stemma reale di Tonga, il tutto circondato da un anello a smalto rosso con inciso il motto "KO E OTUA MO TONGA KO HOKU TOFI'A" ("Dio e Tonga sono il mio patrimonio"). Il medaglione è sormontato da una piccola corona di Tonga in argento.
- La placca da Cavaliere di Gran Croce dell'Ordine consiste in una stella raggiante d'oro a otto punte avente al proprio interno un medaglione a sfondo bianco decorato a smalti con lo stemma reale di Tonga, il tutto circondato da un anello a smalto rosso con inciso il motto "KO E OTUA MO TONGA KO HOKU TOFI'A" ("Dio e Tonga sono il mio patrimonio"). Il medaglione è affiancato da quattro piccole corone di Tonga in argento poste in alto, in basso, a destra e a sinistra del disco centrale.
- La medaglia, realizzata in oro, argento o bronzo a seconda del grado, rappresenta sul diritto il ritratto del sovrano regnante rivolto verso destra, circondato da una legenda col proprio nome ed i propri titoli.
- Il nastro è giallo con una striscia azzurra per parte.